# Herbert Bicker
Herbert Bicker (* 1. November 1975 in Walenstadt) ist ein ehemaliger liechtensteinischer Fussballspieler.

## Karriere

### Verein
In seiner Jugend spielte Bicker für den FC Triesenberg und für den FC Triesen, bei dem er 1992 in den Herrenbereich befördert wurde. Im Sommer 1994 wechselte er zum FC Schaan, für den er bis zu seinem Karriereende 2008 aktiv war.

### Nationalmannschaft
Bicker gab sein Länderspieldebüt für die liechtensteinische Fussballnationalmannschaft am 6. September 1995 beim 0:1 gegen Lettland im Rahmen der Qualifikation zur Fussball-Europameisterschaft 1996, als er in der 63. Minute für Ralf Oehri eingewechselt wurde.